# Shiro Kikuhara
Shiro Kikuhara (菊原 志郎, Kikuhara Shiro) est un footballeur japonais né le 7 juillet 1969 dans la préfecture de Kanagawa au Japon.